# 猪谷楡原道路
猪谷楡原道路（いのたににれはらどうろ）は、富山県富山市から岐阜県高山市に至る地域高規格道路「富山高山連絡道路」の一部を構成する、富山市内の全長7.4 km（キロメートル）の道路である。

## 概要

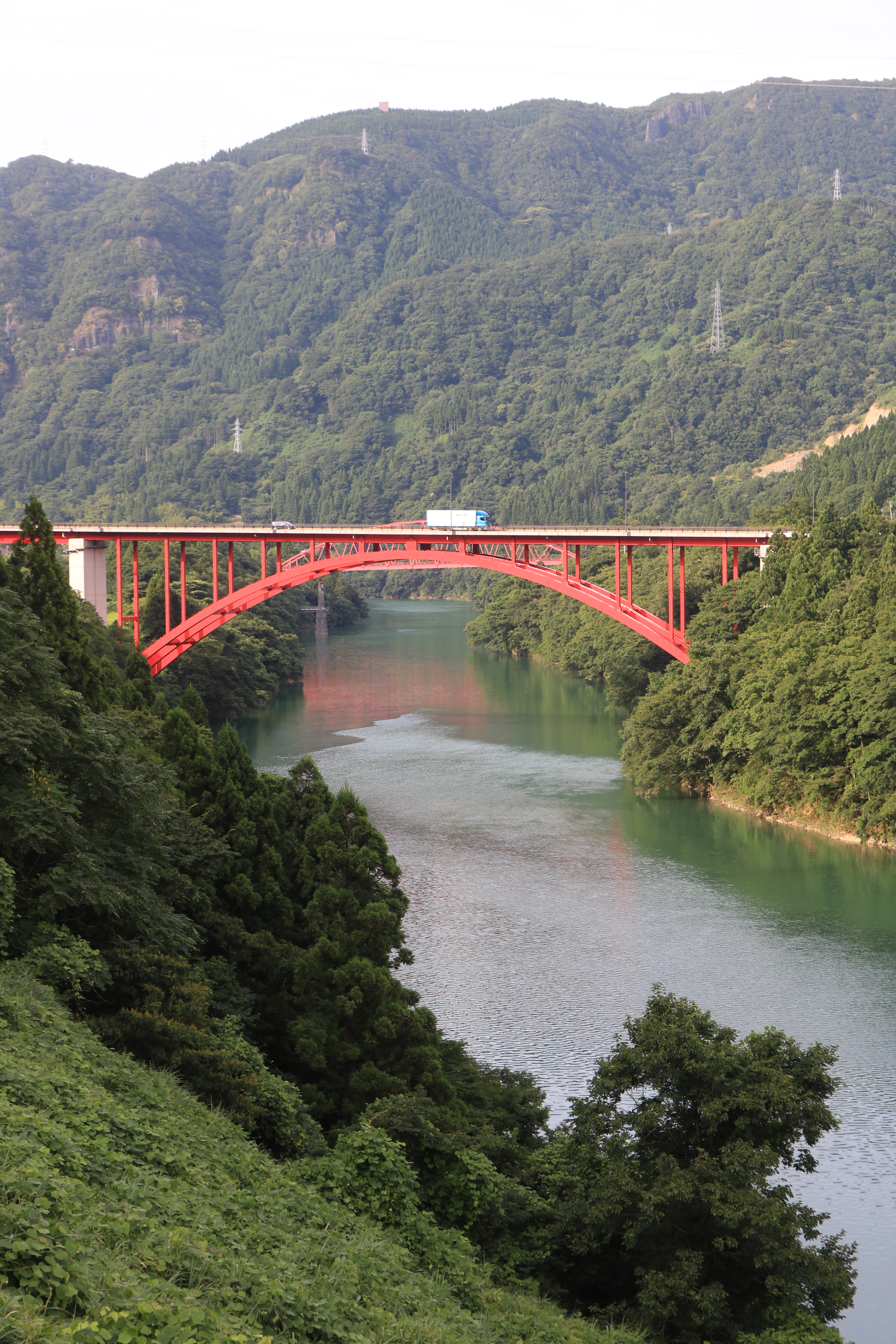
神通川に架かる猪谷楡原道路の布尻楡原大橋

現道活用区間延長2.8 kmを挟んで、起点側延長1.6 kmと終点側3.0 kmはバイパスを新設する。
- 起点：富山県富山市猪谷
- 終点：富山県富山市楡原
- 全長：7.4 km
- 道路規格：第3種第2級
- 幅員：11.0 m
- 車線：2車線
- 車線幅員：3.5 m
- 設計速度：60 km/h

## 歴史
- 1991年度（平成3年度）：調査開始
- 1996年度（平成8年度）：地域高規格道路整備区間に指定
- 1997年度（平成9年度）：事業化
- 2000年（平成12年）7月3日：ルートを公表[2]
- 2001年度（平成13年度）：用地買収に着手
- 2002年（平成14年）：着工
- 2003年（平成15年）7月8日：起工式[3]
- 2010年（平成22年）11月20日：庵谷 - 楡原間（3.0 km）開通
- 2020年（令和2年）4月：建設中の仮称・片掛橋の橋脚上部の斜面が崩壊し、上部にある現道国道41号が通行止めとなった。片掛橋は再度の崩落の可能性を避けるため、構築中の橋脚を放棄し斜面上に作り直すことによって桁長が伸びることになった[4]。

2019年12月現在は猪谷 ｰ 道の駅細入付近での橋梁工事が行われている。

## 路線状況

### 主要構造物
- 猪谷橋（仮称・神通川）
- 片掛橋（仮称・神通川）
- 庵谷トンネル（現道活用区間）
- 庵谷町長大橋（神通川）
- 布尻楡原大橋（神通川）
- 楡原トンネル
- 重忠トンネル

## インターチェンジなど
- IC番号欄の背景色が■である部分については道路が供用済みの区間を示している。また、施設名欄の背景色が■である部分は施設が供用されていない、完成していないことを示す。
- 未開通区間のJCT/IC名は仮称。
- 全施設富山県富山市に所在。

| IC番号                       | 施設名                       | 接続路線名                   | 起点から （km）              | 備考                         |
| 大沢野・富山南道路に接続予定 | 大沢野・富山南道路に接続予定 | 大沢野・富山南道路に接続予定 | 大沢野・富山南道路に接続予定 | 大沢野・富山南道路に接続予定 |
| ---------------------------- | ---------------------------- | ---------------------------- | ---------------------------- | ---------------------------- |
| -                            | 楡原IC                       | 大沢野・富山南道路（予定）   | -                            |                              |
| -                            | 下タ北IC                     |                              | -                            |                              |
| -                            | 細入IC                       |                              | -                            | 事業中                       |
| -                            | 猪谷IC                       |                              | -                            | 事業中                       |
| 未定                         |                              |                              |                              |                              |
| 高山国府バイパスに接続予定   |                              |                              |                              |                              |